# حارة جبل الساعة (التواهي)
حارة جبل الساعة هي إحدى حارات حي النجمة الحمراء الواقع بمديرية التواهي التابعة لمحافظة عدن، بلغ تعداد سكانها 300 نسمة حسب تعداد اليمن لعام 2004.